# Gevolgtrekking
Gevolgtrekking is het trekken van conclusies op basis van reeds bestaande kennis. Binnen de wetenschap wordt de gevolgtrekking in verschillende vakken bestudeerd:
- De cognitieve psychologie bestudeert hoe mensen conclusies trekken.
- De logica bestudeert de wetten van de logische gevolgtrekking.
- De statistiek heeft formele regels ontwikkeld om conclusies te trekken uit kwantitatieve data.
- In de kunstmatige intelligentie ontwikkelen wetenschappers geautomatiseerde besluitvormingssystemen.

## Algemeen
Het begrip "gevolgtrekking" heeft in de logica twee onderling samenhangende betekenissen. 
- Een gevolgtrekking is ten eerste een taalconstructie, die bestaat uit een reeks uitspraken — de premissen of aannames (bijvoorbeeld wetenschappelijke hypotheses) — en een conclusie. Een dergelijke constructie noemt men ook wel een logische inductie of een argument.
- In engere zin staat het woord "gevolgtrekking" alleen voor het tweede gedeelte van deze taalconstructie, namelijk de conclusie. In de retorica wordt met het begrip "conclusie" ook wel het afsluitende deel van de voordracht bedoeld.

In de informatica en de statistiek wordt voor "gevolgtrekking" ook het woord "inferentie" gebruikt (zoals in type-inferentie), een ontlening aan het Engelse "inference".

## Historie
In de geschiedenis van de filosofie komen in veel culturen al vroeg theoretische beschouwingen over de gevolgtrekking voor. 
Het medisch-diagnostische handboek dat Esagil-kin-apli in de 11e eeuw voor Christus in Mesopotamië schreef, gaat uit van een logische reeks axioma's en aannames. Dit werk bevat de moderne opvatting dat, door het onderzoeken van een patiënt en zijn symptomen, de aard en de oorzaak en verdere ontwikkeling van de ziekte, en de kansen op herstel, kunnen worden vastgesteld.
In China stichtte Mozi, een tijdgenoot van Confucius, een Mohistische school, die zich afvroeg wat het nemen van juiste gevolgtrekkingen behelst, en aan welke voorwaarden correcte conclusies moeten voldoen. Eén school die uit het Mohisme voortkwam, hield zich volgens geleerden toen al bezig met formele logica. Zo formuleerde de Chinese filosoof Gongsun Long (ca. 325–250 v. Chr.) de paradox "een en een kunnen niet twee worden, aangezien geen van beide twee wordt".
De Nyaya is een hindoeïstisch-filosofische school, gebaseerd op de Nyaya Soetra tekst, geschreven door Gautama "Akshapada" in de vijfde of vierde eeuw v.Chr. Deze school introduceerde de logica, en meent dat juiste kennis voldoende is om bevrijding te verkrijgen. De juiste kennis kan alleen verkregen worden door waarneming, gevolgtrekking, vergelijking en getuigenis. De filosofie van deze school lijkt nog het meest op de Westerse analytische filosofie.
In de antieke westerse filosofie gaat het derde werk uit het Organon van Aristoteles, de Analytica priora, over de opbouw en structuur van redeneringen, bestaande uit enige beweringen. Hierin biedt Aristoteles zijn bekendste bijdrage aan de logica, zijn theorie van de gevolgtrekking, traditioneel het syllogisme genoemd.